# ザ・ワンダーガールズ
ザ・ワンダーガールズ(The Wondergirls)は、アメリカのロックのスーパーグループ。1999年に結成。ストーン・テンプル・パイロッツのスコット・ウェイランド、シュガー・レイのマーク・マッグラス、ザ・カルトのイアン・アストベリー、サーティー・セカンズ・トゥ・マーズのシャノン・レト、オージー、ジュリアン・Kで活動するジェイ・ゴードンとライアン・シャック、パドル・オブ・マッドのダグ・アルディト、フェイリュアのケン・アンドリュース、ポルノ・フォー・パイロスのマーティン・レノブル、クイーンズ・オブ・ザ・ストーン・エイジのトロイ・ヴァン・ルーエンが参加した。シングル「Let's Go All the Way」、アシュレイ・ハミルトンをフィーチャーした「Drop That Baby」の2曲をリリースして2000年に解散した。
2013年に再結成し、映画『アイアンマン3』のサウンドトラックのために「Let's Go All the Way」の新バージョンが録音された。